# سعد العتيق
سعد بن عتيق بن مسفر العتيق (من مواليد عام 1389هـ - 1969م في المملكة العربية السعودية) هو داعية إسلامي، وعالم دين، وأستاذ جامعي، ومفكر سعودي، ومقدم برامج تلفزيونية دينية وتوعوية، وهو خطيب جامع إسكان كلية الملك خالد العسكرية بالرياض منذ عام 1415هـ.

## نشأته وتعليمه
بكالورويس جامعة الإمام محمد بن سعود الإسلامية تخصص شريعة، تقلد عدة مناصب منها:
- مشرف التوعية الإسلامية في وزارة التعليم، ورئيس اللجنة العلمية بإدارة التوعية الإسلامية بالرياض – المملكة العربية السعودية.
- رئيس مجلس إدارة المكتب التعاوني للدعوة وتوعية الجاليات بغرب النسيم بالرياض.[3]
- عضو الدعوة المتعاون بوزارة الشؤون الاسلامية والأوقاف والدعوة والإرشاد بالمملكة العربية السعودية
- خطيب جامع إسكان كلية الملك خالد العسكرية بالرياض من عام 1415هـ.[4]

## مواقفه السياسية
يُعرف بانتقاده للشيعة وإيران، ووصفه ما يحدث في اليمن بمحاولات نشر المذهب الشيعي والنفوذ الإيراني في المنطقة العربية وكذلك حيث أنَهُ وصف الحوثيين بالفئران.
وبهذه التصريحات وغيرها قالت مجلة فورين بوليسي أنَ الشيخ سعد العتيق مع عدّة علماء في المملكة العربية السعودية كالشيخ سلمان العودة وسفر الحوالي وعوض القرني يحضُّون بكلامهم على الكراهية بسبب عدائهم لسياسات الدول الغربية في البلاد المسلمة وخصوصًا أمريكا.

## الجوائز
- جائزة دبي الدولية للقرآن الكريم.[9]

## وصلات خارجية
- سعد العتيق على موقع أرشيف الشارخ.